# Avro Manhattan

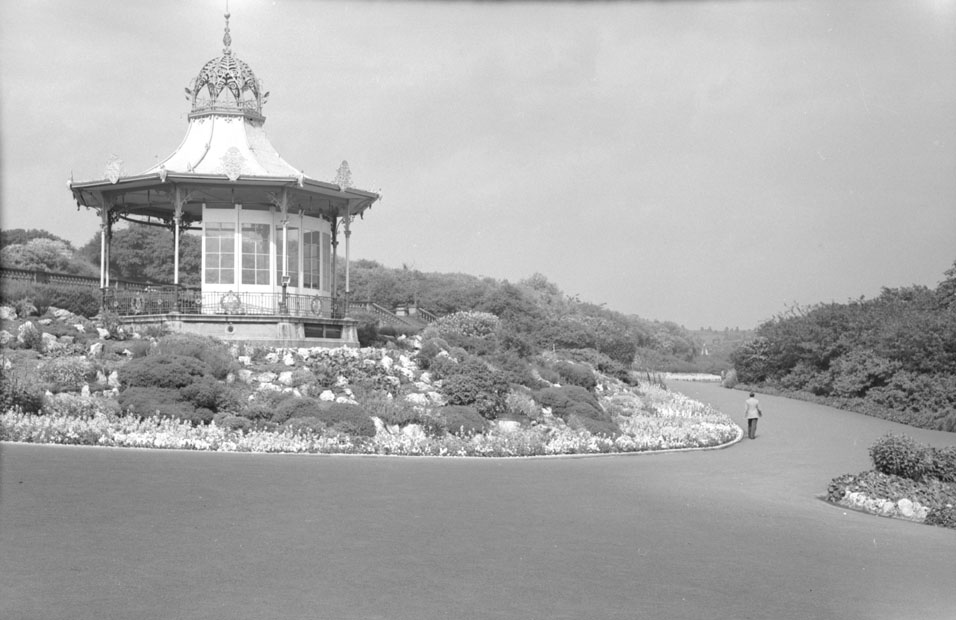
1950 augusztusában készült fotó a South Shields-i South Marine Parkról, ahol gyakran sétált Manhattan a feleségével együtt

Avro Manhattan (Milánó, 1914. április 6. – 1990. november 27.) olasz író.

## Élete
Apja Amerikából származott, anyja családjának gyökerei Svájcba és Hollandiába nyúltak vissza. Zsidó származású volt, Teofilo Angelo Mario Gardini néven anyakönyvezték, később Olaszországban Teofilo Lucifero Gardini művésznéven lett ismert. Száműzetése előtt ismert volt, hogy a nyarakat Varbaniában töltötte, Paolo Troubetzkoy művész otthonában. Iskoláit a Sorbonne-on és a London School of Economics-on végezte. Pályafutását festőművészként kezdte, számos munkáját kiállította a helyi olasz múzeumokban. Utolsó kiállítása a Verbaniai Múzeumban volt, amely mindmáig őrzi két alkotását. Az Abesszíniai háború miatt Olaszországból Angliába száműzték.
A második világháború alatt egy Radio Freedom nevű rádióállomást üzemeltetett, amely a tengelyhatalmak által elfoglalt országok számára sugározta műsorát. 1945-ben "politikai okokból" hivatalosan is Angliában telepedett le, de nevét csak 1953-ban változtatta meg Avro Manhattanra. At the time, he lived in Wimbledon, London. Wimbledonban élt. 1961-ben ismerte meg későbbi feleségét, Anne Cunnungham Brown-t (az esküvő után Anne Manhattan). 1963-ban a pár Anglia északkeleti részébe költözött, South Shieldbe. Közeli barátja volt H. G. Wells, Pablo Picasso, George Bernard Shaw és a tudós Marie Stopes.
Magyarul egyetlen elbeszélése jelent meg a Galaktika 21. számában A krikettlabda címen, 1976-ban.

## Művei
- The Rumbling of the Apocalypse (1934)
- Towards the New Italy (előszó: H.G. Wells, 1943)
- Latin America and the Vatican (1946)
- The Catholic Church Against the Twentieth Century (1947; 2nd ed. 1950)
- The Vatican in Asia (1948)
- Religion in Russia (1949)
- The Vatican in World Politics (1949)
- Catholic Imperialism and World Freedom (1952; 2nd ed. 1959)
- Terror Over Yugoslavia: The Threat to Europe (1953)
- The Dollar and the Vatican (1956)
- Vatican Imperialism in the Twentieth Century Archiválva 2006. március 21-i dátummal a Wayback Machine-ben (1965)
- Catholic Terror Today (1969)
- Religious Terror in Ireland (1974)
- Catholic Power Today (1987)
- The Vatican-Moscow-Washington Alliance (1982)
- The Vatican Billions (1983)
- Vietnam... Why Did We Go? The Shocking Story of the Catholic "Church's" Role in Starting the Vietnam War (1984)
- Murder in the Vatican: American, Russian, and Papal Plots (1985)
- The Vatican’s Holocaust (1986)
- The Dollar and the Vatican (1988)
- Catholic Terror in Ireland  (1988)

### Magyarul
- A Vatikán a haladás ellen; ford. Gömöri Endre; Szikra, Budapest, 1950

## Külső hivatkozások
- Oldala az onlinebooks-on
- Munkái a worldcat adatbázisban
- Dokumentumfilm Manhattan életéről

## Fordítás
- Ez a szócikk részben vagy egészben  az   Avro Manhattan című angol Wikipédia-szócikk ezen változatának fordításán alapul.  Az eredeti cikk szerkesztőit annak laptörténete sorolja fel. Ez a jelzés csupán a megfogalmazás eredetét és a szerzői jogokat jelzi, nem szolgál a cikkben szereplő információk forrásmegjelöléseként.